# Apache Axis2
Apache Axis2（アパッチ・アクシス・ツー）は、JavaとXML技術に基づいたWebサービスのフレームワーク。Apacheプロダクトのひとつ。

## 概要
Apache Axis（以下、Axis1）ではWS-ReliableMessagingやWS-Security、WS-AddressingなどのAxis1登場後に制定されたプロトコルへの対処やWSDLなどへの対応が求められていたが、Axis1では柔軟性がないため対応できず放棄された。そして1から書き直されたのがAxis2である。SOAPフレームワークを取り扱うApacheプロダクトとしてはApache SOAPから数えること3代目である。
基本的には内部構造が大幅にブラッシュアップされたAxis1の拡張である。

## 関連技術
- SOAP (プロトコル)
- Webサービス
- UDDI
- Web Services Description Language (WSDL)
- Java Web Services Development Pack (JWSDP)